# Hellerup Kirke (Faaborg-Midtfyn Kommune)
 For alternative betydninger, se Hellerup Kirke. (Se også artikler, som begynder med Hellerup Kirke)
Hellerup Kirke er kirken i Hellerup Sogn i Faaborg-Midtfyn Kommune. Før kommunalreformen i 2007 lå kirken i Ringe Kommune.
Kirkens præst hedder Karin Larsen.

## Eksterne kilder og henvisninger
- Hellerup Kirke hos KortTilKirken.dk